# Dick van Zanten
Dirk Hermanus (Dick) van Zanten (Lienden, 28 maart 1936 – Beek, 17 juli 2021) was een Nederlandse langebaanschaatser, notaris en sportbestuurder.

## Biografie

### Carrière
Van Zanten maakte in de jaren 1960 deel uit van de Nederlandse Kernploeg Langebaanschaatsen.
Bij het Nederlandse kampioenschappen schaatsen allround 1962 eindigde hij op de zesde plaats. Zijn tijden waren:
500m: 45.9 (11); 5000m: 8.43,6 (7); 1500m: 2.27,0 (8) en 10.000m: 18.58,8 (7). Winnaar werd toen de wereldkampioen allround 1961 Henk van der Grift.

### Bestuurder KNSB
Na zijn schaatsloopbaan werd hij notaris in 's-Heerenberg, maar de sport liet hem niet los. In de jaren 1970 werd Van Zanten bestuurlijk actief in de Koninklijke Nederlandsche Schaatsenrijders Bond (KNSB).
Hij was vicevoorzitter van de KNSB in 1984 ten tijde van het incident met het verdwenen dopingkoffertje met de urine van de schaatsers Ria Visser en Yvonne van Gennip in het Radboud Ziekenhuis in Nijmegen. Hij was degene die de onderweg naar Davos onwel geworden bondsarts Rob Pluijmers op 14 januari 1985 met zijn auto in Duitsland ophaalde. 
Samen met directeur Jurjen Osinga ondernam hij vergeefs een uitgebreide speurtocht om de koffer boven water te krijgen.
In 1984 richtte hij Stichting Start op, die topschaatsers maatschappelijk ging begeleiden. Vanaf 1997 was hij Erelid bij de KNSB.

### Afkomst
Dick van Zanten was een zoon van Johannes van Zanten, een verzetsstrijder in de Tweede Wereldoorlog. Hij was gehuwd met oud-schaatsster Lotte Oostendorp en had twee dochters. Van Zanten overleed op 17 juli 2021 op 85-jarige leeftijd.